# کروناویروس خفاش‌های بال‌خمیده اچ‌کی‌یو۸
کروناویروس خفاش‌های بال‌خمیده اچ‌کی‌یو۸ (نام علمی: Miniopterus bat coronavirus HKU8) نام یک گونه از سرده آلفاکروناویروس است.